# Sự kiện Laschamp
Sự kiện Laschamp là một đảo cực địa từ trong kỳ đảo cực Brunhes. Nó diễn ra khoảng 41.400 (± 2.000) năm trước, trong thời kỳ băng hà cuối cùng.
Nó được xác nhận đầu tiên vào năm 1967, khi quan sát thấy đảo cực địa từ trong dòng dung nham Laschamp ở quận Clermont-Ferrand nước Pháp.

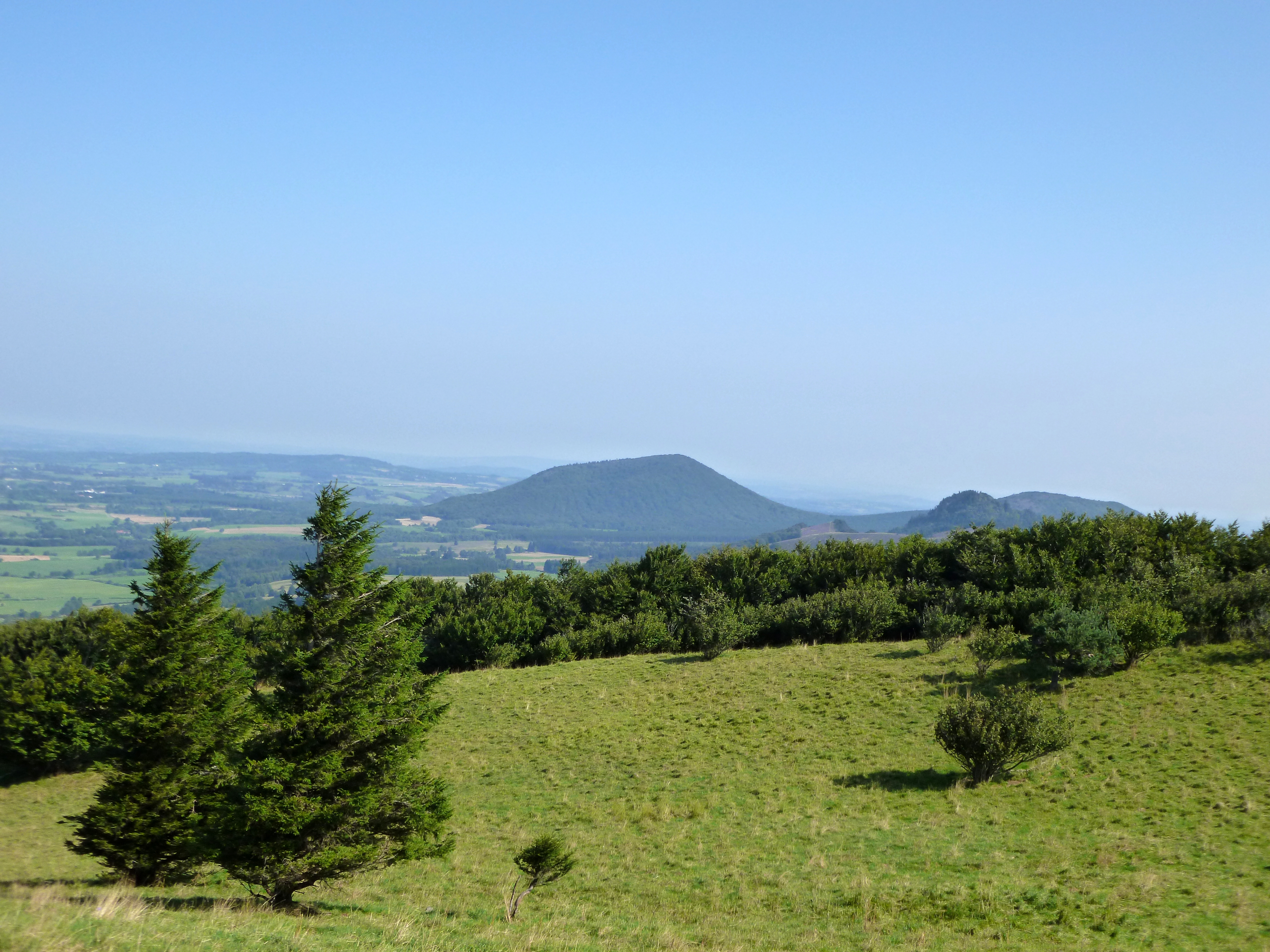
Cảnh quan vùng Puy de Côme ở Puy de Louchardière, nước Pháp

## Vị trí và mô tả
Sự kiện Laschamp đặt tên theo địa phương phát hiện, ở dòng chảy dung nham từ núi Puy de Laschamp. Ngọn núi lửa này nằm gần làng Laschamp phía tây nam quận Clermont-Ferrand trong địa khối trung tâm Pháp và thuộc về chuỗi núi lửa Chaîne des Puys.
Sự bất thường được Bonhommet và Babkine phát hiện năm 1967. 
Tại các dòng dung nham lân cận là Olby (Hawaiite) và Puy de Louchardière cũng ghi nhận được sự kiện Laschamp.
Tại Na Uy ghi nhận được sự kiện Laschamp và gọi là sự kiện Skjong.

## Phân bố địa lý
Ngoài các dòng dung nham trong Chaîne des Puys ở Pháp, sự kiện Laschamp còn gặp ở Iceland, ở vùng núi lửa Auckland tại Auckland (New Zealand).
Tín hiệu cũng gặp trong lõi khoan từ chương trình khoan đại dương như ở Biển Đen, bắc và nam Đại Tây Dương, các lưu vực sông ở Greenland, vịnh Mexico, Ấn Độ Dương, và ở đông bắc đảo Spitsbergen tại Bắc Băng Dương. Nó cần được chứng minh trong trầm tích hồ và trong lõi khoan băng. Điều này cho thấy sự kiện có thể mang tính toàn cầu.

## Định tuổi
Xác định tuổi sự kiện Laschamp ban đầu thu được kết quả tản mát, từ 45.000 đến 35.000 năm. Với sự gia tăng độ chính xác của các phương pháp định tuổi, nó dẫn đến kết quả 41.900 đến 39.600 năm. Singer et al (2009) xác định là 40.700 năm, Nowaczyk et al (2012) là 41.000 năm.
Thời gian từ trường đảo cực là ~ 440 năm, sự chuyển đổi từ trạng thái bình thường kéo dài ~ 250 năm. Trường ngược lại yếu hơn 75% và có lúc giảm còn 5% cường độ hiện tại trong suốt thời gian chuyển đổi. Điều này dẫn đến lượng bức xạ lớn hơn xâm nhập Trái Đất, gây ra sự tăng cao đồng vị beryli Be10 và cacbon C14.

## Nguyên nhân
Nguyên nhân của sự kiện Laschamp có các khả năng sau đây:
- Sự thay đổi đáng kể về hướng trong các thành phần lưỡng cực của từ trường Trái Đất.
- Sự gia tăng mạnh mẽ của cường độ của các thành phần phi-lưỡng cực.
- Sự giảm đáng kể trong thành phần lưỡng cực, do đó các thành phần phi-lưỡng cực là quyết định.

Roperch et al. (1988) ủng hộ giả thuyết thứ hai vì nó phù hợp với cường độ cổ địa từ rất thấp. Dung nham chảy vào vị trí địa phương cho thấy có sự lệch trục khoảng 45° so với trường của lưỡng cực từ hiện tại. Trường trung gian có thể gây ra giảm thành phần lưỡng cực tới 25% trong khi phần phi-lưỡng cực giữ nguyên.

## Ý nghĩa
Sự lệch của trường địa từ trong sự kiện Laschamp về nguyên tắc cần được tìm thấy trong các trầm tích hình thành cùng thời. Nó sẽ là một điểm định thời quan trọng trong nghiên cứu về Pleistocen trẻ. Nó còn cho ra phép một hiệu chuẩn độc lập của định thời cacbon phóng xạ.